# Zyxel

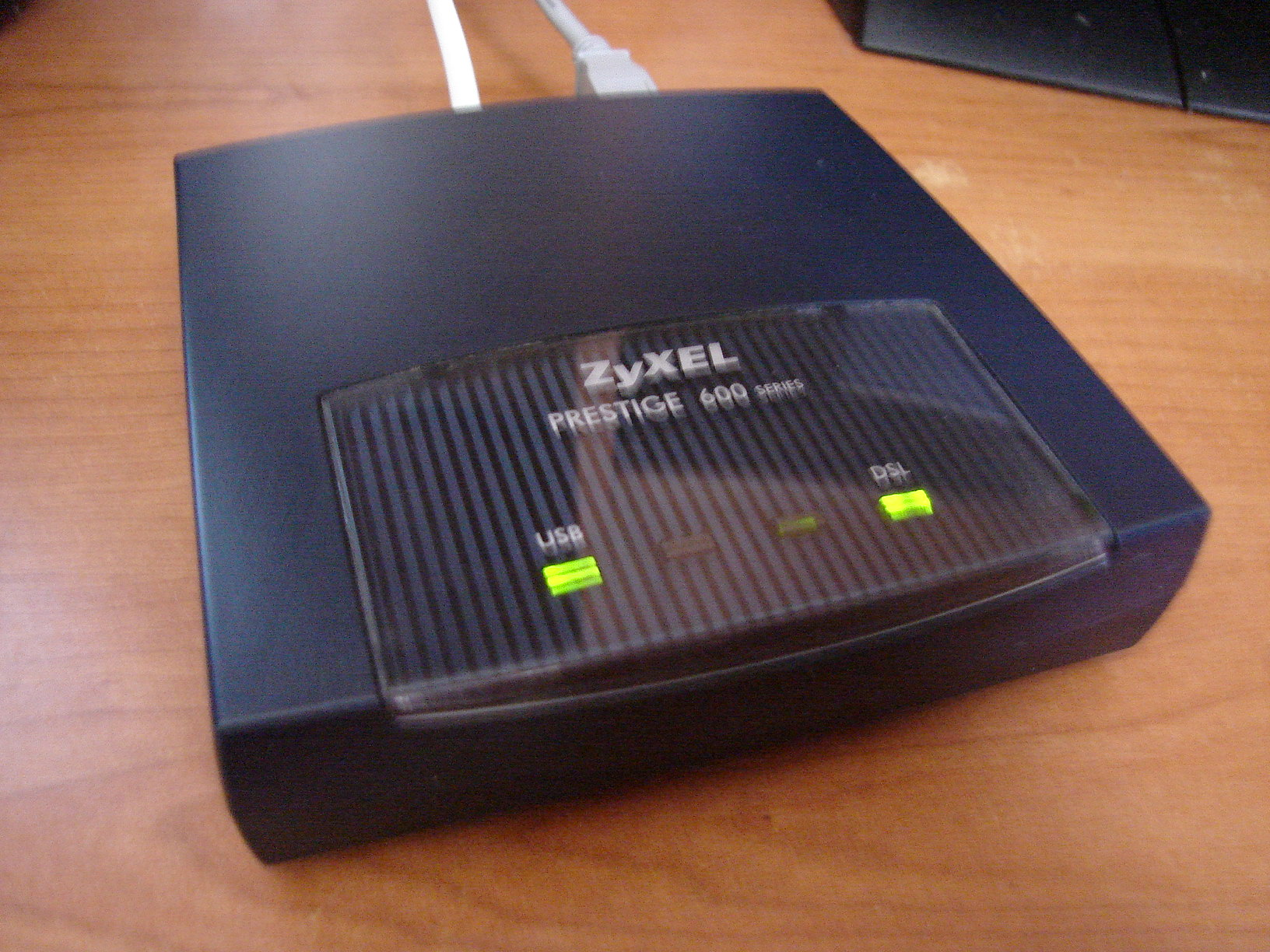
DSL-модем серії ZyXEL Prestige 600.

Zyxel Communications Corporation, дочірня компанія Zyxel Group Corporation (TWSE: 3704
) — тайванський багатонаціональний провайдер широкосмугового зв'язку зі штаб-квартирою в науковому парку Сіньчжу, Тайвань. Компанію було засновано в 1989 році Шун-І Чу, і вона має три дослідницькі центри, чотири регіональні штаб-квартири та 35 філій.
Компанія має портфоліо продуктів мобільного та фіксованого широкосмугового доступу. У 2020 році Zyxel Communications випустила продукти WiFi 6 і 5G.

## Історія
- 1988 — Засновник Zyxel, Шун-І Чу, відкриває бізнес в окрузі Таоюань, Тайвань у 1988 році. У 1988 році Чу орендує квартиру в Таоюані під лабораторію та починає розробку аналогового модема.
- 1989 — у 1989 році засновано штаб-квартиру в науковому парку Сіньчжу, Тайвань
- 1992 — випуск першого у світі інтегрований голос/факс/модем
- 1995 — перший у світі аналоговий/цифровий модем ISDN
- 2004 — перший у світі шлюз ADSL2+
- 2005 — перший у світі портативний персональний брандмауер розміром з долоню
- 2009 — перше у світі наскрізне рішення IPv6 гігабітного активного оптоволокна та телекомунікаційного рівня
- 2010 — перша у світі перевірка викидів вуглецю на продукті VDSL2 CPE
- 2014 — перший у світі UMTS 802.11ac-сумісний процесор малого стільникового зв'язку
- 2016 — отримання 14-ої поспіль нагороду за найкращі світові бренди Тайваню[2].
- 2019 — Zyxel Networks відокремилася від Zyxel Communications Corp[3].

## Походження назви
Zyxel вимовляється як «зай-цел».
Китайська назва Zyxel, 合勤, вимовляється як «Ху-Чін» (Héqín) і означає «кооперативні та старанні».